# Альбанська республіка (1944)
Альбанська респу́бліка — короткочасна держава, що існувала з 10 жовтня до 2 листопада 1944 року в місті Альба (Північна Італія), як місцева форма супротиву проти італійського фашизму під час Другої світової війни. Вона була названа на честь наполеонівської Альбанської респібліки, яка існувала в кінці XVIII сторіччя в П'ємонті.